# Ocean Eyes
Ocean Eyes è il secondo album del progetto musicale statunitense synthpop Owl City, pubblicato il 14 luglio 2009 in forma digitale e il 1º settembre dello stesso anno nei negozi di dischi per l'etichetta discografica Universal Republic.

## Descrizione
L'album è stato promosso dal singolo di successo Fireflies (14 luglio) e, in forza minore, da Vanilla Twilight (7 novembre) e Umbrella Beach (19 novembre).

## Tracce
Testi e musiche di Adam Young, eccetto dove indicato.
1. Cave In – 4:02
2. The Bird and the Worm – 3:27 (Adam Young, Matthew Thiessen)
3. Hello Seattle – 2:47
4. Umbrella Beach – 3:50
5. The Saltwater Room – 4:02
6. Dental Care – 3:11
7. Meteor Shower – 2:14
8. On the Wing – 5:04
9. Fireflies – 3:48
10. The Tip of the Iceberg – 3:22
11. Vanilla Twilight – 3:51
12. Tidal Wave – 3:10 (Adam Young, Matthew Thiessen)

iTunes Bonus tracks
1. Hello Seattle (Remix) – 5:53
2. If My Heart Was a House – 4:06

- Deluxe edition

Disco 2
1. Hot Air Balloon
2. Butterfly Wings
3. Rugs From Me To You
4. Sunburn
5. Hello Seattle (Remix)
6. If My Heart Was A House
7. Strawberry Avalanche

## Classifiche

### Classifiche settimanali
| Classifiche (2009-10) | Posizione massima |
| --------------------- | ----------------- |
| Australia             | 14                |
| Austria               | 14                |
| Belgio (Fiandre)      | 31                |
| Belgio (Vallonia)     | 34                |
| Canada                | 18                |
| Danimarca             | 36                |
| Francia               | 88                |
| Germania              | 7                 |
| Giappone              | 43                |
| Irlanda               | 16                |
| Nuova Zelanda         | 16                |
| Paesi Bassi           | 42                |
| Regno Unito           | 7                 |
| Stati Uniti           | 8                 |
| Svezia                | 39                |
| Svizzera              | 29                |

### Classifiche di fine anno
| Classifica (2009) | Posizione |
| ----------------- | --------- |
| Stati Uniti       | 119       |
| Classifica (2010) | Posizione |
| Australia         | 92        |
| Stati Uniti       | 32        |